# Вишневский, Вениамин Евгеньевич
Вениами́н Евге́ньевич Вишне́вский (29 декабря 1898, село Солдыбаево, Чебоксарский уезд, Казанская губерния (ныне Козловский район Чувашии) — 18 февраля 1952) — советский киновед, фильмограф, библиограф

, педагог.

## Биография
Родился в семье бедного сельского священника. После окончания средней школы в 1918 году поступил на физико-математический факультет Казанского университета, но продолжить обучение не смог из-за недостатка средств на жизнь.
С осени 1918 года работал учителем в школе села Карачево Никольской волости Чебоксарского уезда, вел общественную и культурно-просветительскую работу. Сотрудничал в газете «Красная Чувашия».
В 1922 году переехал в Москву и поступил в Высший литературно-художественный институт, который окончил в 1925 году.
В 1926 году прочел в Казанском театральном техникуме курс кинодраматургии. С 1927 года работал внештатным сотрудником кинокабинета Государственной академии художественных наук (ГАХН), с сентября 1930 года — младшим научным сотрудником киносекции Государственной академии искусствознания (ГАИС). В январе 1932 года перешел в сектор методологии, методики и организации производства фильмов Научно-исследовательского кинофотоинститута (НИКФИ). Занимался организацией историко-архивного кабинета, в котором собрал документы, сценарии, создал фильмографическую и библиографическую картотеку.
Осенью 1933 года вместе с историко-архивным кабинетом был переведен в Государственный институт кинематографии (ГИК), участвовал в организации секции истории кино научно-исследовательского сектора, кафедры истории кино и кабинета киноведения института. До 1946 года был заведующим кабинетом киноведения ВГИКа. С 1937 года вел семинары на режиссерском, актерском, сценарном и операторском факультетах, а с 1946 года — теоретический курс фильмографии и библиографии на киноведческом факультете. В своих воспоминаниях киновед Иосиф Долинский писал о нем:

Поразила меня одна деталь: он не стремился смотреть фильмы, о которых у него было исчерпывающе написано. Оказывается, любовь к фильмам, к игре актеров, мастерству режиссеров, операторов и художников, к монтажу у него ограничивалась, главным образом, описанием фильмов фильмографически. (…) Дело не только в том, что он был первым фильмографом, проложившим путь тому большому делу, которое вершит вот уже много лет Госфильмофонд. Одно это может вызвать восхищение его личностью. Мне думается, что Вениамин Евгеньевич был тем великим тружеником, без которых ни одно большое дело не делается. (…) Особенно важно то, что Вениамин Евгеньевич заложил методологию и методику фильмографии.
В декабре 1948 года был назначен начальником отдела научной обработки отечественного фонда Госфильмофонда СССР. Местом его последней работы стал Институт истории искусств Академии наук СССР.
Похоронен на Донском кладбище.